# Sista ordet
Sista ordet är en svensk pratshow på TV3 och Viaplay ledd av Mark Levengood. Programmet är baserat på den danska förlagan "Det sidste ord".
Under 2022 intervjuade Levengood flera svenska kändisar i hemlighet för att få sända intervjun först efter att de avlidit. Det första programmet som publicerades blev en intervju med Lasse Berghagen den 29 oktober 2023. Enbart ett fåtal personer vet vilka som blivit intervjuade. Allt råmaterial från intervjun doneras efter sändningen till Kungliga biblioteket.

## Avsnittslista
- 29 oktober 2023 - Lasse Berghagen